# Joris van Overeem
Joris van Overeem, né le 1er juin 1994 à Amsterdam aux Pays-Bas, est un footballeur néerlandais qui joue au poste de milieu de terrain au SC Heerenveen.

## Biographie

### En club
Le 10 décembre 2015, il inscrit son premier but en Coupe d'Europe, lors d'une rencontre de Ligue Europa face à l'Athletic Bilbao (2-2).
En 2017, il atteint avec le club de l'AZ Alkmaar, les seizièmes de finale de la Ligue Europa. Son équipe s'incline face à l'Olympique lyonnais.
La même année, il atteint la finale de la Coupe des Pays-Bas. Son équipe est battue par le Vitesse Arnhem (défaite 0-2).
Quelques semaines plus tard, lors des play-offs de championnat, il se met en évidence en étant l’auteur d'un doublé en demi face au FC Groningue, puis en inscrivant un but en finale face au FC Utrecht.
Le 14 mai 2018, van Overeem rejoint le FC Utrecht, signant un contrat courant jusqu'en juin 2022.
Van Overeem marque son premier but pour Utrecht dès sa deuxième apparition pour le club, le 19 août 2018, lors d'une rencontre de championnat face au PEC Zwolle. Titulaire, il ouvre le score et son équipe s'impose par deux buts à zéro. Il est cependant expulsé à la 68e minute de jeu lors de ce même match.
Le 13 juin 2022, Van Overeem quitte le FC Utrecht où il était en fin de contrat et s'engage librement avec le Maccabi Tel-Aviv pour un contrat courant jusqu'en juin 2025.

### En équipe nationale
Avec les moins de 17 ans, il participe au championnat d'Europe des moins de 17 ans en 2011. Lors de cette compétition organisée en Serbie, il ne joue qu'un seul match, contre la République tchèque. Les Néerlandais remportent le tournoi en battant l'Allemagne en finale.
Il dispute ensuite quelques mois plus tard la Coupe du monde des moins de 17 ans qui se déroule au Mexique. Lors du mondial junior, il doit se contenter de rester sur le banc des remplaçants. Avec un bilan d'un nul et deux défaites, les Néerlandais ne dépassent pas le premier tour de ce mondial.
Avec les espoirs, il délivre en mars 2015, une passe décisive contre l'équipe de France. Deux mois plus tard, il délivre deux nouvelles passes décisives face au Costa Rica.

## Palmarès

### En équipe nationale
- Pays-Bas -17 ans
  - Vainqueur du championnat d'Europe des moins de 17 ans en 2011

- AZ Alkmaar
  - Finaliste de la Coupe des Pays-Bas en 2017